# Diachora lathyri
Diachora lathyri är en svampart som först beskrevs av Joseph-Henri Léveillé, och fick sitt nu gällande namn av E. Müll. 1986. Diachora lathyri ingår i släktet Diachora och familjen Phyllachoraceae.   Inga underarter finns listade i Catalogue of Life.